# جيم لويس (روائي)
جيم لويس (بالإنجليزية: Jim Lewis)‏ (1963)؛ روائي أمريكي.